# Cricotopus pilosellus
Cricotopus pilosellus är en tvåvingeart som beskrevs av Lars Zakarias Brundin 1956. Cricotopus pilosellus ingår i släktet Cricotopus och familjen fjädermyggor. Arten är reproducerande i Sverige. Inga underarter finns listade i Catalogue of Life.